# Boulevard Françoise-Duparc
Pour les articles homonymes, voir Duparc.
Le boulevard Françoise-Duparc est une voie de Marseille.

## Situation et accès
Ce boulevard est situé dans le 4e arrondissement de Marseille. Il s'agit du prolongement du boulevard Sakakini constituant la rocade du Jarret, rivière couverte par le boulevard.

## Origine du nom
Cette rue est nommée en hommage à l'artiste peintre Françoise Duparc.

## Historique
Elle s'appelle auparavant le « boulevard du Jarret » avant de prendre sa dénomination actuelle en 1938.
Le 25 août 1973, l'assassinat d'un traminot de la ligne 72 par un immigré algérien dément est l'un des éléments déclencheurs d'une série d'agressions racistes meurtrières.